# La porta rossa
La porta rossa è una serie televisiva italiana prodotta da Rai Fiction, ideata da Carlo Lucarelli e Giampiero Rigosi e diretta da Carmine Elia (per le prime due stagioni) e Gianpaolo Tescari (per la terza). Trasmessa su Rai 2, la prima stagione è andata in onda dal 22 febbraio al 22 marzo 2017, la seconda dal 13 febbraio al 20 marzo 2019 e la terza e ultima dall'11 gennaio al 1º febbraio 2023.

## Trama
La serie è ambientata a Trieste. Leonardo Cagliostro è un commissario impulsivo e dai metodi spesso bruschi, per nulla incline a seguire procedure e direttive dettate dai suoi superiori. Indagando sulla morte della giovane Ambra Raspadori per overdose da Red Ghost, una droga chimica che si sta diffondendo tra i giovani della Trieste bene, riceve una soffiata che lo porterebbe alla cattura di un pericoloso ricettatore. Si reca sul posto nonostante il parere contrario dei suoi superiori, riesce a mettere il ricettatore alle spalle al muro, ma qualcuno gli spara alle spalle, uccidendolo, e poi uccide anche il ricettatore. 
Di fronte a una visione in cui sua moglie, il magistrato Anna Mayer, è minacciata nella sua stessa casa durante il periodo natalizio dalla stessa mano che lo ha appena ucciso, Cagliostro, anziché attraversare la porta che separa la vita dalla morte, sceglie di rimanere nel mondo terreno come un fantasma per scoprire chi è il suo assassino. 
Mentre vaga per la città, Cagliostro incontra Vanessa, una ragazza di 17 anni che, credendolo un essere vivente in carne e ossa, cade dal motorino nel tentativo di evitarlo. A seguito di questo evento, Vanessa scopre di essere una medium e di essere in grado di vedere e sentire Cagliostro. Un altro personaggio con cui Cagliostro può interagire è Jonas Sala, uno spirito che vaga nel limbo e che aiuta Leonardo a comprendere la sua attuale situazione.
Ben presto Leonardo intuisce che solo uno dei suoi colleghi può averlo tradito e che quindi in questura c'è una talpa che passa informazioni alla malavita. Tutti i colleghi di Leonardo sono potenziali sospetti in quanto hanno qualcosa da nascondere. Altri possibili sospetti sono il magistrato Antonio Piras, collega di Anna, da sempre innamorato di lei e che mal sopporta Leonardo (peraltro ricambiato) e lo stesso padre di Anna, Elvio, che non ha mai avallato la scelta della figlia di sposarsi con il commissario.

### Prima stagione
Il commissario Leonardo Cagliostro indaga sulla morte della giovane Ambra Raspadori, deceduta a causa di un'overdose da Red Ghost, una nuova terribile droga sintetica che circola a Trieste. Cagliostro è sposato con il magistrato Anna Mayer; nonostante i due si amino profondamente, le tensioni lavorative e i sospetti reciproci hanno portato i due a separarsi.
Cagliostro riceve una soffiata da un'informatrice, ma il magistrato Piras non gli concede l'autorizzazione per effettuare un'operazione che garantirebbe l'arresto del Messicano, il criminale che rifornisce la città di Red Ghost. Di sua iniziativa, quindi, Cagliostro si reca nel luogo dove il Messicano si nasconde, ma al momento dell'arresto, entrambi vengono uccisi da un uomo non identificato. Appare la porta: i morti, attraversandola, lasciano il mondo dei vivi; tuttavia, al contrario del Messicano, Cagliostro sceglie di non oltrepassarne la soglia poiché la visione in cui Anna sarebbe stata uccisa durante le prossime festività natalizie dal suo stesso assassino lo blocca.
Da fantasma, Cagliostro non ha idea di come salvare Anna, ma per caso incontra una giovane ragazza, Vanessa, che lo può vedere e sentire. L'incontro con Cagliostro farà prendere atto a Vanessa di essere una medium. Nonostante l'iniziale ostilità nei riguardi del defunto poliziotto, la ragazza deciderà di aiutarlo. Cagliostro indaga sui suoi colleghi della Questura: Diego Paoletto, Stella Mariani, Valerio Lorenzi e il vicequestore Rambelli, che per Leonardo rappresenta una sorta di figura paterna. I sospetti di Cagliostro ricadono su Piras a causa dell'astio reciproco che li lega, dato che il magistrato è sempre stato innamorato di Anna, e poi sul collega Diego Paoletto con cui non andava molto d'accordo, ma entrambi (pur avendo segreti) sono innocenti. Cagliostro scoprirà che Anna è in dolce attesa. Anna, indagando per ricostruire i movimenti del marito, scoprirà che Stella era innamorata di Leonardo (pur non essendo da lui ricambiata) e che Leonardo aveva stretti rapporti con la sua informatrice. 
Impossibilitato a comunicare con i vivi, Cagliostro vede la sofferenza che si è lasciato alle spalle, gli errori e le persone che ha ferito o che non ha giudicato nel modo giusto quando era vivo, e prova rabbia per il modo in cui ha ferito Anna con il suo orgoglio nonostante la ami sinceramente. Il giorno del suo funerale Cagliostro incontra anche un altro spirito intrappolato sulla terra, di nome Jonas. In seguito si verrà a sapere che quest'ultimo non è morto, ma è dal anni all'ospedale in coma a causa di un colpo di pistola, in bilico tra la vita e la morte.
Vanessa e Cagliostro iniziano a conoscersi e a sviluppare il loro rapporto. Cagliostro, cresciuto in una casa famiglia senza aver mai conosciuto i suoi genitori, si immedesima in Vanessa, che racconta che i suoi genitori sono morti in un incendio. Vanessa ha una storia con Raffaele Gherardi, rampollo di una famiglia della città-bene, ma ben presto la ragazza realizzerà di essere molto distante caratterialmente da lui. Il suo chiudersi in sé stessa a causa del rapporto con Cagliostro che non può rivelare la porta ad accorgersi e ad avvicinarsi a Filip, un suo compagno di classe molto introverso, che saprà comprenderla, aiutandola anche a scoprire la verità su sua madre Eleonora. La donna infatti non è deceduta in un incendio, ma ha abbandonato la figlia per proteggerla in quanto anche lei è una medium ed è perseguitata per questo, affidandola a sua sorella Stefania che lavora come conducente di tram e non ha nessun potere medianico. Eleonora, appreso che anche Vanessa ha i suoi poteri, tornerà a Trieste nel tentativo di riavvicinarsi alla figlia.
Intanto Lorenzi, che è ricattato da alcuni criminali che gestiscono il racket della prostituzione, cerca di infangare Cagliostro facendolo passare per la talpa, ma il suo piano fallisce. Disperato, cerca di prendere in ostaggio Anna, al punto che Cagliostro pensa di star vivendo la scena della sua visione, ma la scena si svolge in modo differente dalla visione. Alla fine Lorenzi viene arrestato da Paoletto e Rambelli. 
Le indagini proseguono fino a quando Cagliostro scopre che il suo assassino è proprio Rambelli, che Cagliostro venerava quasi come un padre e per cui sarebbe stato disposto a fare di tutto. In un flashback si vede come spesso i due hanno tolto dai guai il figlio di Rambelli, Davide, talvolta anche con metodi al di fuori di ciò che permette la legge. L'ultima bravata di Davide è aver causato – seppur involontariamente e insieme al suo migliore amico Raffaele Gherardi – la morte per overdose di Ambra Raspadori. Anche questa volta Rambelli ha protetto il figlio, facendo ritrovare il cadavere di Ambra lontano da casa sua; per questo il Messicano inizia a ricattarlo. Unico al corrente del piano di Cagliostro, Rambelli vede l'occasione per togliere di mezzo il Messicano, ma non può far a meno di uccidere anche Cagliostro. Anche Raffaele, che aveva deciso di dire tutta la verità alla polizia, viene ucciso da Rambelli che lo costringe ad ingoiare molte pasticche di Red Ghost, provocandogli un'overdose. Quando il cerchio inizia a stringersi attorno a lui, esattamente come accadeva nella visione, Rambelli va a casa di Anna e le spara. Fortunatamente Piras arriva subito dopo e ingaggia una lotta con Rambelli, ferendolo gravemente, ma senza ucciderlo. Anna e Rambelli vengono ricoverati in ospedale, dove Anna, mentre è sottoposta ad una rianimazione e sospesa tra la vita e la morte, vede il marito; i due hanno la possibilità di dirsi addio e lui le chiede di vivere e di chiamare la loro bambina Vanessa. 
Anna si risveglia e ha modo di conoscere Vanessa; anche se in un primo momento non crede al suo racconto e alla sua capacità di vedere lo spirito di Leonardo, alla fine capisce che la ragazza dice la verità quando scopre che la ragazza si chiama Vanessa, lo stesso nome che il marito ha scelto per sua figlia.
Dopo l'arresto di Rambelli, tutto sembra andare nel verso giusto. Vanessa e Filip diventano una coppia, ma Eleonora è preoccupata che il rapporto tra Vanessa e Cagliostro diventi troppo simbiotico e alla lunga pericoloso. Per questo chiede a Cagliostro di allontanarsi da Vanessa, offrendosi di fare lei da medium.
Nel frattempo Cagliostro scopre che Jonas e Rambelli si conoscevano e che il suo incontro con Jonas non è stato casuale. Pertanto Cagliostro decide ancora una volta di non attraversare la porta. Successivamente Jonas si sveglia dal coma.

### Seconda stagione
Sono passati diversi mesi dalla morte del commissario e dall'arresto di Rambelli. Anna ha partorito e, rispettando la richiesta di Leonardo, chiama la bambina Vanessa. Cagliostro ha un'altra visione: sua figlia che viene rapita e portata in una fabbrica abbandonata, dove tra l'altro viene trovato il cadavere di un criminale, Mauro Brezigar. 
Nello stesso luogo fa irruzione la polizia, scoprendo le tracce di un gruppo di ragazzi che frequentavano il luogo, fra cui Filip che viene inizialmente sospettato dell'omicidio da Paoletto, Mariani e dal vicequestore Jamonte, che ha preso il posto di Rambelli. Cagliostro sospetta che possa esserci un legame tra la morte del delinquente e il futuro rapimento di sua figlia, quindi indaga insieme a Vanessa, riuscendo per prima cosa a scagionare Filip dall'accusa di omicidio. 
Le indagini portano alla "Confraternita della Fenice", i cui membri, tutti appartenenti all'alta società di Trieste, in passato si erano arricchiti con il contrabbando ma, durante un traffico illegale di orfani da ricollocare presso famiglie italiane, i bambini morirono a causa di una fuga di gas e tutti i membri della "Fenice" dovettero insabbiare il fatto. Tra i membri della "Fenice" figurano don Giulio (ex comandante della nave che aveva trasportato gli orfani), Enrico Silvestrin, editore invalido, il figlio Matteo, il procuratore Vittorio Alessi e Patrizia Durante, la madre di Raffaele Gherardi.
Jonas, risvegliatosi dopo oltre 30 anni di coma, viene accudito dall'ex fidanzata Silvia Pess: Cagliostro scoprirà che Jonas e Silvia sono i suoi genitori. La storia tra Vanessa e Filip entra in crisi: il ragazzo si sente minacciato dal legame che unisce Cagliostro e Vanessa e si allontana da lei. Eleonora, dopo aver aperto un bar, assume un misterioso ragazzo di nome Federico, che rivela a Vanessa di essere pure lui un medium. Federico spiega a Vanessa che Cagliostro è il suo "spirito ombra" e che tra loro ci deve essere un legame antecedente alla morte del commissario, che però resta ignoto. Vanessa capisce inoltre di poter esercitare potere sul suo spirito ombra. Eleonora è perseguitata dallo spirito di Alessandro, il suo defunto ex fidanzato che causò l'incendio dove morì il padre di Vanessa, ma alla fine Eleonora, grazie all'aiuto di Cagliostro, permette ad Alessandro di attraversare la porta.
Lucia Bugatti, giornalista e amante di Paoletto, indaga sulla Fenice, di cui anche il defunto fratellastro era membro, ma viene ritrovata morta. Rambelli viene processato per l'omicidio di Cagliostro e del Messicano, ma riesce a manipolare gli eventi a suo favore cercando di far ricadere la colpa su Piras, il quale viene ucciso poco dopo, mentre Rambelli viene prosciolto dai capi d'accusa. Una volta libero, abbandonato dal figlio e tormentato dal rimorso di aver ucciso Cagliostro, viene infine ucciso a casa sua.
Cagliostro capirà che la persona che in passato sparò al padre è la stessa che ha ucciso Brezigar e Rambelli. Nel 1985 Jonas, su richiesta di Rambelli, aveva rubato in una banca delle cassette di sicurezza, fra cui quella del procuratore Alessi, al cui interno era custodito un libro, I misteri del Conte di Cagliostro, che altro non era che il libro mastro dove erano annotati i nomi dei membri della Fenice e tutti i loro traffici. La fidanzata di Jonas, Silvia, era incinta di Cagliostro e al culmine di un litigio conseguente alla rapina, spara a Jonas mandandolo in coma. Una volta partorito, Silvia aveva affidato il bambino a Rambelli, che lo aveva portato in orfanotrofio. Pertanto, solo Rambelli era a conoscenza del fatto che Silvia aveva sparato a Jonas e per questo la ricattava tramite Brezigar. Silvia, stufa dei ricatti, uccide Brezigar e poi anche Rambelli, rubandogli il libro mastro, che Rambelli aveva usato a suo vantaggio durante il processo per far capire ai membri della Fenice di essere a conoscenza dei loro segreti, ottenendo in cambio l'assoluzione. 
Vanessa, istigata da Cagliostro, si introduce in casa di Alessi per trovare prove contro di lui, ma viene scoperta dal procuratore. Vanessa viene salvata da Stella e Paoletto, che erano stati allertati da una telefonata anonima della stessa Vanessa. Alessi viene arrestato.
Silvia, in preda alla disperazione e alla paranoia, rapisce la sua nipotina portandola alla fabbrica dove aveva ucciso Brezigar, nel folle proposito di rifarsi una vita con Jonas. Anna e il vicequestore Jamonte, giunti sul posto con l'intento di salvare la bambina, tentano di fermare Silvia. Sopraggiunge anche Jonas. Vedendo che anche lui è determinato a restituire la piccola Vanessa alla madre, Silvia capisce che non potrà mai redimersi dai suoi sbagli e si uccide. Lo spirito di Silvia ha modo di vedere Cagliostro prima di attraversare la porta. Jamonte e Anna recuperano il libro mastro che Silvia aveva con sé, trovando le prove per arrestare pure don Giulio e la Durante. Stella e Paoletto iniziano una relazione, mentre Anna, certa che suo marito stia ancora vegliando su di lei e sulla loro figlia, gli chiede un ultimo abbraccio e poi di lasciarle.
Cagliostro capisce che, rimanendo nel mondo dei vivi, ha causato gli eventi delle sue visioni, mettendo in pericolo Anna e la loro bambina, quindi decide di attraversare la porta, ma Vanessa, determinata a comprendere il legame che la unisce a Cagliostro, non glielo permette. Federico convince Vanessa a lasciare Trieste con lui per cercare altri medium, ma quello che la giovane Rosic ignora è che Federico è entrato nella sua vita per conto di terzi, e che probabilmente qualcuno vorrà usare i suoi poteri.

### Terza stagione
Sono passati tre anni da quando Vanessa ha lasciato Trieste. Paoletto è diventato vicequestore e Stella è sparita nel nulla. Vanessa si è iscritta al Centro studi gestito dal rettore Gabriele Braida, dove Federico lavora come docente. Anna invece cresce la piccola Vanessa aiutata da sua madre, dalla sorella Beatrice e dal cognato Piero.
Eleonora cerca di convincere Cagliostro a parlare con Vanessa perché pensa che nel Centro studi frequentato dalla ragazza succedano cose poco chiare, ma Cagliostro (ancora ferito dal comportamento di Vanessa che gli ha impedito di passare la porta tre anni prima) si rifiuta. Eleonora allora si introduce di nascosto nel Centro studi il giorno della laurea della figlia per cercare delle prove a sostegno della sua tesi che possano convincere Cagliostro ad intervenire. Tornando a casa, Eleonora muore in un incidente stradale mentre Cagliostro assiste alla scena dopo aver avuto una delle sue solite visioni. Eleonora attraversa la Porta senza dare spiegazioni a Cagliostro. 
La notte stessa dell'incidente avviene un black-out che fa rimanere al buio l'intera città di Trieste, mentre alcuni black bloc approfittano di una manifestazione ambientalista per sfasciare e distruggere vetrine e veicoli. Anna, decisa a trasferirsi a Siena e a cambiare vita, scoprendo che nella vicenda sono implicati Vanessa Rosic, Filip ed Eleonora, decide di indagare rimandando di qualche giorno la sua partenza per Siena. Anna, insieme a Paoletto e agli agenti della questura, cerca di capire se c'è un legame tra i due casi. Indagando, Anna conosce Luka Levani, misterioso custode dell'università e amico di gioventù di Eleonora, e intreccia con lui una relazione. 
A seguito della sua visione e della morte di Eleonora, Cagliostro decide di tornare a manifestarsi a Vanessa; i due, vinte le diffidenze risalenti a tre anni prima, iniziano a indagare. Cagliostro scopre di essere lui stesso il protagonista della visione in cui Vanessa Rosic apparentemente precipita da un ponte, ma non se ne spiega il motivo. Inoltre, benché capace di padroneggiare gli impulsi elettrici, spingere Vanessa implicherebbe un'azione "fisica" di Cagliostro sulla realtà.
Il principale responsabile dell'azione dei black-out sembra essere Ludovico Muric, un brillante imprenditore della green economy . Tramite Andrea (fratellastro di Stella), in un primo momento arrestato per aver preso parte dietro pagamento agli atti vandalici della notte del blackout, Paoletto scopre che Muric è sceso a patti con la 'ndrangheta per vincere l'appalto di fornitura energetica della città di Trieste ai danni di Amalteo, attuale direttore della centrale elettrica triestina, ma non può procedere in quanto la registrazione fornitagli da Andrea non è stata autorizzata dal PM.
Si scopre che a Trieste sta girando una nuova variante della Red Ghost, una sorta di evoluzione della stessa droga del Messicano su cui Cagliostro stava indagando prima di essere ucciso da Rambelli: si pensa inoltre che questa nuova droga venga usata nel Centro Studi sugli studenti e che, anzi, venga prodotta proprio lì.
Anna e Andrea sono gli unici ad essere rimasti in contatto con Stella. Anna, benché dispiaciuta per Paoletto, rispetta la parola data a Stella e non gli svela le ragioni del suo allontanamento; Andrea finirà per rivelare a Paoletto che Stella è incinta ma che intende abortire perché ancora segnata psicologicamente da una violenza sessuale subita a 18 anni per mano del padre di Andrea (in seguito alla quale aveva dovuto abortire in segreto).
Il rettore del Centro Studi è alla disperata ricerca di investitori privati e non esita a usare i propri studenti per raggiungere i suoi scopi; durante un meeting Vanessa si rifiuta di far materializzare Cagliostro davanti ai potenziali finanziatori, causando un ingente danno di immagine a Braida. Cagliostro capisce di aver causato il black-out con i suoi poteri: Vanessa aveva assunto Red Ghost a sua insaputa e inconsciamente aveva evocato e manipolato Cagliostro. Vanessa, aiutata da Filip, scopre che chi smercia la Red Ghost nel Centro Studi e anche a Trieste è la sua amica Ksenja, che è la figlia minore di Muric. Il padre giudica Ksenja pazza, mentre la ragazza è all'oscuro della collusione di suo padre con la 'ndrangheta.
Durante un concerto rock offerto alla cittadinanza dalla società che gestisce la centrale elettrica, la polizia teme che si verifichino incidenti e sorveglia attentamente Muric sperando fare una retata. Anna scopre qualcosa e si allontana dal concerto per riferire i suoi sospetti telefonicamente a Paoletto, ma viene coinvolta in un'esplosione e muore senza fare in tempo a rivelare la sua scoperta. Anna attraversa la Porta Rossa senza dire niente a Cagliostro; prima di morire si toglie dal collo il portafortuna regalatole da Leonardo, ovvero il proiettile che quasi lo aveva ucciso nella sua prima indagine, quando ancora non era entrato in Polizia. In quell'occasione, Leonardo aveva scoperto uno spaccio di droga nella casa famiglia dove viveva ed era intervenuto per fermare lo spacciatore, rimanendo gravemente ferito. L'unico particolare che si ricordava e che aveva confidato ad Anna durante l'ennesimo litigio di fronte al giudice in occasione della separazione era un giubbotto di pelle con un geco rosso sulla schiena.
Piero (marito di Beatrice e cognato di Cagliostro e Anna) minaccia di morte Muric dando per scontato che abbia ucciso lui Anna. Da un video realizzato durante il concerto dove si vede Piero parlare con Muric, la polizia scopre il legame fra i due. Piero è stato aiutato da Muric a diventare commissario dello sviluppo energetico, ma in cambio Piero avrebbe dovuto fare vincere a Muric l'appalto. Ksenja, sempre in cerca di un gesto di approvazione dal padre, aveva deciso di sfruttare Vanessa e Cagliostro per causare il black-out. Paoletto arresta Muric, ma non può addossargli anche la responsabilità della morte di Anna. Stella ritorna in servizio per aiutare Paoletto a scoprire l'assassino di Anna. 
Interrogando Ksenja sulla Red Ghost, la polizia scopre che il fornitore della droga è Luka Levani. Vanessa, in una videocassetta, vede un concerto rock di anni addietro. Cagliostro riconosce nel video sia lo spacciatore che lo aveva quasi ucciso, sia il ragazzo che lo spacciatore voleva uccidere e a cui lui salvò la vita. Il ragazzo salvato da Cagliostro era il padre di Vanessa, lo spacciatore era Luka Levani. In occasione del concerto, Anna aveva riconosciuto il geco rosso sul giubbotto di pelle di Luka e si era ricordata del racconto del marito, intuendo così che Luka era sia il misterioso fornitore di Red Ghost del Messicano, sia l'assassino di Eleonora. Infatti, Eleonora aveva confidato del tutto in buona fede al suo amico di gioventù di aver scoperto il laboratorio e la droga nel sotterraneo del Centro Studi; vistosi scoperto, Luka aveva drogato Eleonora con alcool e Red prima di lasciarla tornare a Trieste. Lungo la strada, appena prima di morire nell'incidente, Eleonora aveva anche visto Cagliostro causare il black-out alla centrale sotto il controllo di Ksenja.
Scoperto il suo legame con Cagliostro e l'assassino di sua madre, Vanessa raggiunge il centro studi decisa ad avere vendetta. Intercettato Luka Levani in fuga dal centro studi, lo investe e lo ferisce e poi (appena prima che Vanessa gli spari) Cagliostro interviene facendo volare Vanessa oltre il ponte (come nella visione) nel ponteggio sottostante. Vanessa sopravvive alla caduta, Paoletto e Stella arrivano sul posto e arrestano Luka.
Di fronte al magistrato, nonostante le prove contro di lui siano labili, Luka Levani si proclama colpevole del traffico di droga, dell'omicidio di Eleonora e dell'aver messo l'esplosivo nella macchina di Anna; Luka però attribuisce la morte di Anna a una tragica fatalità: infatti nel suo piano, l'esplosione (che doveva solo spaventare Anna al punto tale di farle abbandonare una volta per tutte Trieste e l'indagine sulla morte di Eleonora) doveva avvenire mentre lui stava suonando, quando quindi Anna sarebbe stata ai piedi del palco ad ascoltarlo. 
Stella decide di tenere il bambino e di tornare insieme a Paoletto. Beatrice si assume la responsabilità di crescere la figlia di Anna e Cagliostro. Vanessa va a vivere nella casa di Anna e Leonardo, rimasta vuota, probabilmente insieme a Filip, che ha lasciato Federica a Copenhagen e ha scelto di rimanere al fianco di Vanessa. Dopo aver regalato a Cagliostro la possibilità di essere visto e parlare alla sua piccola figlia per dirle addio, Vanessa dà a Cagliostro la libertà di attraversare la Porta.

## Episodi
| Stagione         | Episodi | Prima TV |
| ---------------- | ------- | -------- |
| Prima stagione   | 12      | 2017     |
| Seconda stagione | 12      | 2019     |
| Terza stagione   | 8       | 2023     |

## Personaggi e interpreti

### Personaggi principali
- Leonardo "Leo" Cagliostro (stagioni 1-3), interpretato da Lino Guanciale.
È un commissario della Questura di Trieste con un carattere impulsivo e intemperante, e dunque poco incline agli ordini dei magistrati. Cresciuto in una casa famiglia, è diventato un poliziotto dopo aver conosciuto il vicequestore Rambelli, che lui considera come un padre. È sposato con il magistrato Anna Mayer, si amano tantissimo ma la loro mancanza di fiducia reciproca ha reso infelice il loro matrimonio, specialmente per via dell'incapacità di Cagliostro di accoglierla totalmente nella sua vita, è evidente infatti che l'essere cresciuto senza genitori lo ha spinto a voler contare con ossessione solo sulle proprie forze senza mai farsi coinvolgere dagli altri, infatti ha molti problemi nei rapporti interpersonali. Indagando su uno spacciatore di droga conosciuto come il Messicano muore nel primo episodio. Porterà avanti tutte le indagini da fantasma, aiutato da Vanessa Rosic, una ragazza avente facoltà di medium. Da fantasma, avrà modo di scoprire alcuni lati oscuri delle persone a cui voleva bene, così come lati positivi di persone che invece non ha mai apprezzato in vita. Scopre che Anna aspetta una bambina da lui, riesce a salvarla da Rambelli, il quale si rivela essere l'assassino di Cagliostro. Quest'ultimo scopre i segreti del proprio passato, conosce finalmente i suoi genitori, Jonas e Silvia, quest'ultima uccide Rambelli vendicando la morte del figlio. Anna dà alla luce la sua bambina alla quale dà il nome di Vanessa, purtroppo Silvia cerca di rapire la nipotina, ma Cagliostro e Jonas riescono a impedirglielo e Silvia si toglie la vita. Anna viene uccisa da Luka Levani, quindi Cagliostro e Vanessa riescono a impedire che lui fugga facendolo arrestare, infine non avendo più conti in sospeso, Cagliostro lascia il mondo dei vivi attraversando la Porta Rossa.
- Anna Mayer (stagioni 1-3), interpretata da Gabriella Pession.
Magistrata e moglie di Leonardo. A dispetto del loro vicendevole amore il loro non è mai stato un matrimonio felice, anche per via della loro totale mancanza di fiducia reciproca, Anna non è mai riuscita a gestire il carattere provocatorio del marito e la sua incapacità di comunicare, oltre al fatto che credono in valori diversi, inoltre lui e Anna vengono da due estrazioni sociali totalmente opposte: lui orfano che ha trascorso l'infanzia e l'adolescenza in una casa famiglia, mentre Anna è cresciuta in una famiglia benestante. È ancora innamorata del marito a tal punto che (una volta appreso della sua morte) cade nella disperazione per non essere riuscita a dirgli di essere incinta. Avrà una bambina, le darà il nome di Vanessa. Nonostante il brutto rapporto con Cagliostro, Anna non ha mai smesso di considerarlo l'amore della sua vita. Indaga poi sulla morte di Eleonora Pavesi, e proprio quando sembra aver ritrovato la felicità al fianco del suo nuovo compagno, Luka Levani, quest'ultimo la uccide mettendo dell'esplosivo nella sua auto, infatti era stato Luka a uccidere Eleonora e voleva impedire ad Anna di scoprire la verità. Anna attraversa la Porta Rossa.
- Vanessa Rosic (stagioni 1-3), interpretata da Valentina Romani.
Studentessa, ha ereditato dalla madre Eleonora la capacità di comunicare con i morti. Leonardo Cagliostro è il primo morto con cui entra in contatto. Vanessa è cresciuta con la zia, in quanto la madre l'ha abbandonata da piccola mentre il padre è morto. Dopo una breve relazione con Raffaele, un ragazzo più grande di lei nonché giovane rampollo di una ricca famiglia di Trieste, si legherà a Filip, un suo compagno di scuola. Sarà lei ad aiutare Cagliostro nelle indagini sul suo assassino e per cercare di impedire il rapimento della piccola Vanessa (la figlia di Cagliostro a cui ha dato il nome della ragazza) nella seconda serie. Cagliostro e Vanessa stringono col tempo un forte legame, addirittura Cagliostro ammette che lei è stata la sua unica vera amica. Vanessa scopre di avere potere su Cagliostro e gli impedisce di varcare la Porta Rossa, per capire la natura del legame che li unisce, infatti Cagliostro è la sua "ombra", il fatto che come fantasma abbia legato con lei era predestinato. Vanessa si allontana da Filip essendosi ormai innamorata di Cagliostro, o per meglio è affascinata dall'idea di un amore impossibile. Viene convinta a entrare in una strana università sotto la direzione di Braida, ma poi lascia l'istituto quando capisce che Braida vuole solo usare i poteri di Vanessa per i propri scopi personali. Eleonora muore, quindi Cagliostro e Vanessa indagano scoprendo che l'assassino è Luka Levani, in passato quest'ultimo tentò di uccidere il padre di Vanessa, che in quell'occasione venne salvato da Cagliostro, questo è il segreto del legame che la unisce al fantasma. Vanessa aiuta la Questura a incriminare Luka, infine lei e Filip ritornano insieme. Vanessa a Cagliostro si dicono addio e lei gli permette di varcare la Porta Rossa.

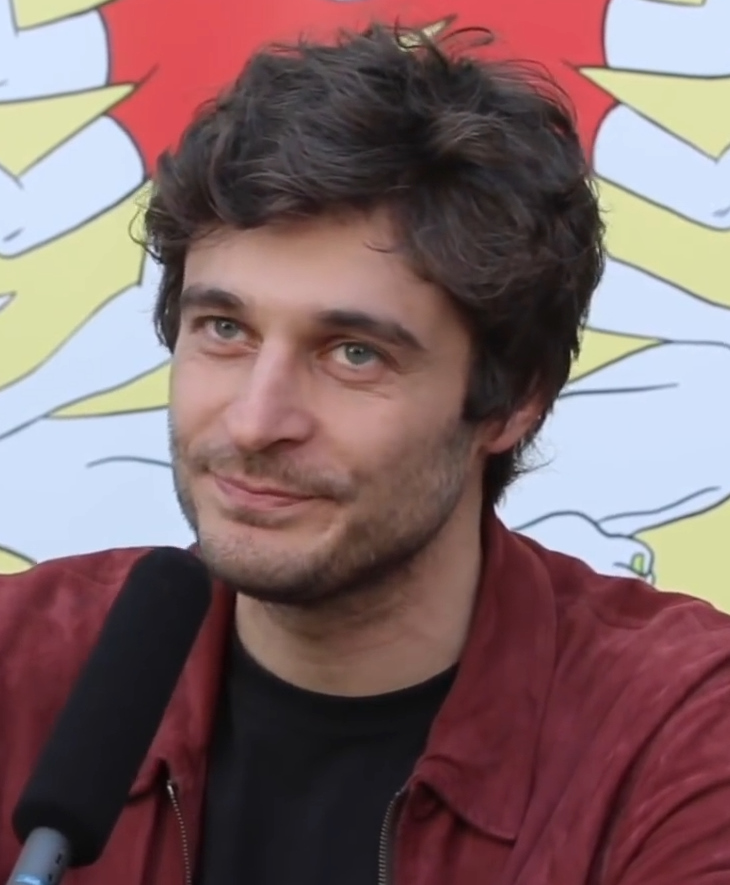
Lino Guanciale interpreta Leonardo Cagliostro.
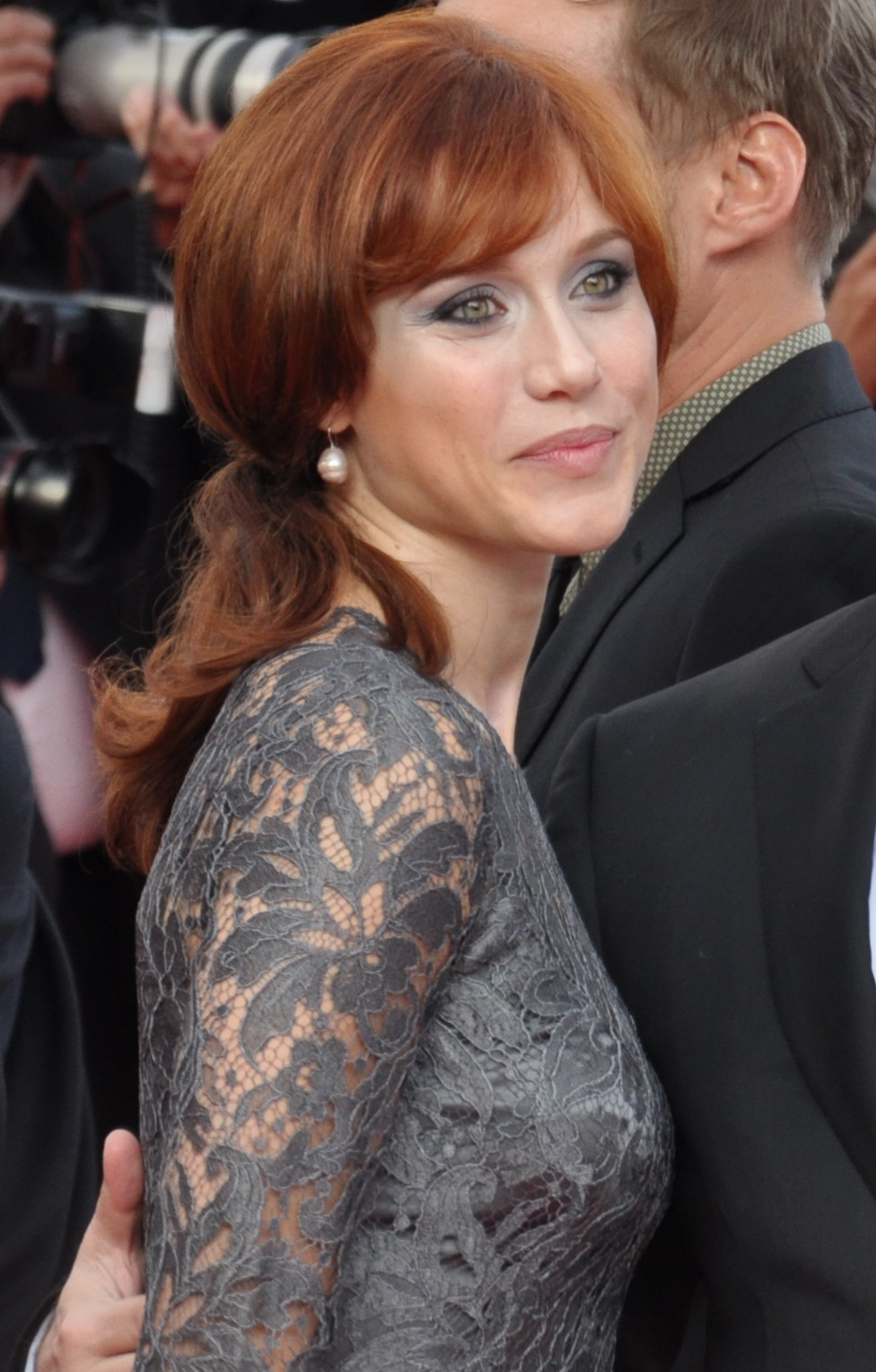
Gabriella Pession interpreta Anna Mayer.
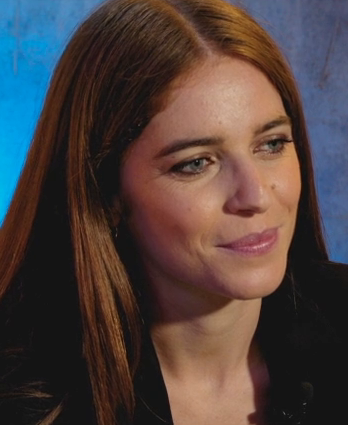
Valentina Romani interpreta Vanessa Rosic.

### Personaggi secondari
- Diego Paoletto (stagioni 1-3), interpretato da Gaetano Bruno.
Poliziotto e collega di Leonardo, ha sempre avuto con lui una forte rivalità. Apparentemente spietato e ambiguo all'inizio, con una doppia vita fuori dal commissariato, nel corso della prima stagione dimostrerà invece di essere assolutamente buono, seppur molto diretto e con un carattere non facile, oltre che un valido ispettore, riuscendo a risolvere sia il mistero della morte di Cagliostro sia le attività della Fenice, assieme ad Anna e Stella. Cagliostro, quando muore, scopre molti lati nascosti di Paoletto, come il fatto di accudire 24 ore su 24 l'ex moglie paralizzata. Nella terza serie è il commissario che si occupa della morte di Eleonora Pavesi; riuscirà a risolvere anche questo caso nonostante i problemi con Stella e la morte di Anna. Alla fine della serie, propone un brindisi a Cagliostro (mentre questi era lì presente sotto forma di fantasma) spendendo, a modo suo, parole positive verso di lui, e mostrando ancora una volta di non odiare affatto l'ex collega (come invece poteva sembrare inizialmente).
- Stella Mariani (stagioni 1-3), interpretata da Elena Radonicich.
Poliziotta, collega di Leonardo e innamorata di lui, in seguito si legherà al collega Diego Paoletto. Vittima di abusi dal suo patrigno, è schiva, introversa e riservata. Riesce a confidarsi solo con Anna, di cui diventa molto amica, nonostante un'iniziale rivalità per via dei suoi sentimenti verso Cagliostro.
- Valerio Lorenzi (stagione 1, ricorrente 2), interpretato da Fausto Maria Sciarappa.
Collega e migliore amico di Leonardo, molto religioso e legato alla famiglia. Introverso e insospettabile nella vita di tutti i giorni e in commissariato, nasconde invece parecchi scheletri nell'armadio, arrivando persino a lavorare sotto ricatto come talpa per alcuni criminali attivi nel racket della prostituzione in cambio del silenzio sul tradimento ai danni della moglie con una giovane prostituta. Proverà a uccidere Anna ma verrà fermato da Paoletto e Rambelli.
- Stefano Rambelli (stagioni 1-2), interpretato da Antonio Gerardi.
Vicequestore e amico di Leonardo, soprannominato Rumble, ha il comando della squadra. Il rapporto d'amicizia tra i due era molto profondo, dato che Cagliostro lo considerava come il padre che non aveva mai avuto; è stato proprio lui a dare il cognome Cagliostro a Leonardo quando lo portò in orfanotrofio, essendo amico dei suoi veri genitori. Ha un pessimo rapporto con il figlio biologico Davide, il quale tende spesso a ubriacarsi e drogarsi e che ha spesso dovuto proteggere e coprire. Quando Cagliostro si avvicina troppo alla verità sul traffico di droga, in cui è coinvolto anche il figlio Davide, non può far altro che uccidere Cagliostro insieme al Messicano. Tenterà di uccidere anche Anna, quando anche lei scoprirà la verità. Viene fermato da Piras e arrestato. È a conoscenza dei traffici dei membri della Fenice, tutti molto influenti a Trieste e pertanto riesce a farsi scagionare minacciando rivelare il loro passato. Uscito di prigione, viene ucciso da Silvia. Lo spirito di Rambelli avrà modo di parlare con il fantasma di Cagliostro, scusandosi per il male che gli ha fatto e attraversando infine la porta rossa.
- Antonio Piras (stagioni 1-2), interpretato da Ettore Bassi.
Magistrato e collega di Anna, della quale è sempre stato invaghito, non sopporta Leonardo. Si impegna nelle indagini sperando di conquistare Anna, ma il suo odio verso Leonardo viene sfruttato da Rambelli che riesce a farlo accusare di aver inquinato le prove. Screditato e abbandonato da tutti, si suicida.
- Eleonora Pavesi (stagione 1-2, ricorrente 3), interpretata da Cecilia Dazzi.
Madre di Vanessa, che abbandonò quand'era ancora piccola, è una medium e riesce anche lei a vedere Cagliostro, che però ritiene nocivo per la vita della figlia. Da anni è tormentata dallo spirito del suo ex compagno Alessandro, ma grazie all'aiuto di Cagliostro Alessandro riuscirà ad attraversare la porta rossa. Aprirà un bar a Trieste, volendo stare più vicina a sua figlia. Nella terza stagione, è contraria agli studi di sua figlia, convinta che dietro al centro studi in Slovenia si celi qualcosa di losco e cerca di farsi aiutare da Cagliostro. Nel tentativo di trovare prove, trova la morte in un incidente d'auto.
- Stefania Pavesi (stagioni 1-3), interpretata da Alessia Barela.
Zia di Vanessa, ha cresciuto la nipote come fosse sua figlia. Lavora come autista di tram. Nella seconda serie, ha una storia con il procuratore Alessi, finendo coinvolta nelle indagini sulla Fenice.
- Raffaele Gherardi (stagione 1), interpretato da Raniero Monaco di Lapio.
Rampollo della Trieste bene, ha una breve relazione con Vanessa. È il miglior amico del figlio del vicequestore Rambelli, con il quale si caccia spesso nei guai. Muore proprio per mano dello stesso Rambelli, il quale lo costringe ad assumere una quantità eccessiva di Red Ghost e a finire in overdose.
- Patrizia Durante (stagioni 1-2), interpretata da Pia Lanciotti.
È la madre di Raffaele Gherardi, donna potente che esercita molta influenza su Trieste. Lei e Elvio (il padre di Anna) sono amanti.
- Filip Vesna (stagioni 1-3), interpretato da Pierpaolo Spollon.
Nella prima stagione il ragazzo viene interpellato con il cognome Aselic dall'insegnante durante la quarta puntata.[1] Amico e compagno di Vanessa, soffre il legame fra Vanessa e Cagliostro, ma è l'unico che accetta razionalmente l'esistenza dello spirito di Cagliostro. In seguito alla rottura con Vanessa, Filip intraprende una relazione con Federica, ma è sempre pronto ad aiutare Vanessa.
- Jonas Sala (stagioni 1-2), interpretato da Andrea Bosca.
In passato era un piccolo delinquente. Finito in coma per un colpo di pistola alla testa sparato dalla compagna Silvia, il suo spirito ha continuato a vagare per 30 anni nel mondo dei vivi e, dopo che Cagliostro viene ucciso da Rambelli, il suo spirito avrà modo di parlargli e fargli da guida. Risvegliatosi, si rivelerà essere il padre di Leonardo Cagliostro.
- Elvio Mayer (stagioni 1-2), interpretato da Tommaso Ragno.
Padre di Anna. Non ha mai visto Leonardo di buon occhio. Da anni tradisce la moglie con Patrizia Durante, di cui è amante.
- Adele (stagioni 1-3), interpretata da Daniela Scarlatti.
Madre di Anna. La difende dalle pressioni psicologiche del padre, aiutandola poi a crescere Vanessa
- Beatrice Mayer (stagioni 1-3), interpretata da Lavinia Longhi.
Sorella di Anna, a cui è molto legata. Moglie di Pietro e madre di due bambini, che compaiono nella terza serie.
- Federica (stagioni 1-3), interpretata da Valentina Munafò.
Amica di Vanessa, ha poi una relazione con Filip, con cui prosegue gli studi all'università.
- Helke (stagione 1), interpretata da Catrinel Marlon.
Compagna di Piras, lo lascerà quando si renderà conto che il magistrato è innamorato di Anna al punto da fotografarla di nascosto e da pedinare Cagliostro la sera della morte per screditarlo.
- Caterina (stagioni 1-2), interpretata da Paola Benocci.
È la moglie di Valerio Lorenzi. Dopo l'arresto del marito, vive da sola con le sue figlie. Nonostante l'astio verso Valerio, colpevole di averla tradita con una prostituta e di aver fatto da talpa per organizzazioni criminali, permetterà alle sue bambine di continuare a incontrare il loro padre. Lei e Anna sono molto amiche.
- Helena Cassian (stagione 1), interpretata da Julija Majarčuk.
Spogliarellista, informatrice di Leonardo.
- Daria (stagione 1, ricorrente 2), interpretata da Linda Gennari.
È la ex moglie di Paoletto. In passato ha tradito il marito, ma poi è Paoletto che la accudisce quando si ammala gravemente. è buona amica di Stella. Nella seconda stagione si apprenderà che è morta, togliendosi la vita con dei barbiturici, che Stella le ha procurato.
- Don Giulio Giannini (stagioni 1-2), interpretato da Massimo Palazzini.
Parroco e confessore di Valerio Lorenzi. Nella prima stagione celebra i funerali di Leonardo e parla spesso con Anna. Nella seconda stagione si apprende del suo passato di comandante di navi mercantili e della sua collusione con un'organizzazione criminale: la Fenice.
- Eugenio Pertusi (stagione 1), interpretato da Edoardo Ribatto.
Narcotrafficante che gestisce lo smercio a Trieste della Red Ghost, è noto anche come il Messicano.
- Michele Rizzo (stagione 1), interpretato da Santo Bellina.
Sospettato di essere il successore del Messicano, in realtà gli aveva solo fornito il nascondiglio per i grandi carichi di Red Ghost.
- Ambra Raspadori (stagione 1), interpretata da Anja Meyer.
Giovane e innocente ragazza, rimane inconsapevolmente vittima della Red Ghost durante un festino organizzato da Raffaele e dal figlio di Rambelli. Sarà proprio Anna, su sollecitazione della madre della ragazza, a riaprire il caso e a occuparsene personalmente, in quanto vi sono celati i motivi della morte di Leonardo.
- Ponti (stagione 1), interpretato da Lorenzo Acquaviva.
Piccolo criminale che traffica nel mondo della prostituzione. Arrestato da Rambelli e ucciso da Lorenzi per impedirgli di rivelare dettagli compromettenti.
- Albertini (stagioni 1-3), interpretato da Ivan Zerbinati.
Agente di polizia che lavora alla Questura, è una persona sarcastica ma anche gentile, inoltre è un buon poliziotto.
- Marco Jamonte (stagione 2), interpretato da Fortunato Cerlino.
Sostituisce Rambelli come nuovo vicequestore. Separatosi da sua moglie, lascia Napoli per trasferirsi a Trieste, dove viene raggiunto dalla figlia adolescente, con cui ha un rapporto difficile. Ha problemi di alcolismo. Quando rivelerà a sua figlia di aver incastrato e fatto arrestare ingiustamente il fidanzato della ragazza, il loro rapporto peggiorerà ulteriormente. Prova attrazione per Anna.
- Erika Jamonte (stagione 2), interpretata da Benedetta Cimatti.
È la figlia del vicequestore, una ragazza ribelle che ha un rapporto complicato con il padre.
- Federico Testa (stagioni 2-3), interpretato da Carmine Recano.
Docente in un'ambigua università che studia il paranormale, lui stesso è un sensitivo come Vanessa. Arrivato a Trieste, si fa assumere come cameriere nel bar di Eleonora in modo da avvicinarsi a Vanessa, la convince a iscriversi al centro studi in modo da studiare meglio i poteri della ragazza, ma poi se ne pente capendo che la ragazza viene manovrata a fini personali dal rettore.
- Mauro Brezigar (stagione 2), interpretato da Claudio Corinaldesi.
Pericoloso criminale che da anni lavora per Rambelli. Silvia lo ucciderà sparandogli.
- Silvia Pes (stagione 2), interpretata da Antonia Liskova.
Compagna di Jonas dai tempi della gioventù, lei stessa gli sparò mandandolo in coma. In seguito partorì un figlio avuto da lui, ma decise di affidarlo a un orfanotrofio poiché non aveva la forza di crescerlo da sola. Dopo il risveglio di Jonas dal coma, si prende cura di lui. È stata amante di Rambelli. Si è sposata con un altro uomo, che l'ha però lasciata dopo aver appreso del bambino avuto da Jonas. Da quest'ultimo apprenderà che quel bambino era proprio Leonardo Cagliostro. Uccide Brezigar e Rambelli. Tenterà infine di rapire sua nipote, Vanessa, ma quando capirà di non avere più né un futuro né la possibilità di rimediare ai suoi sbagli, si sparerà togliendosi la vita. Morendo vedrà lo spirito del figlio Leonardo e attraverserà la porta rossa.
- Lucia Bugatti (stagione 2), interpretata da Raffaella Rea.
Giornalista e amante di Paoletto. Uccisa a causa delle sue indagini sulla Fenice.
- Vittorio Alessi (stagione 2), interpretato da Roberto Citran.
È il procuratore che si occupa del caso di Rambelli dopo il suo arresto. Ha una relazione con la zia di Vanessa. Si scopre invischiato nelle vicende della Fenice.
- Scaglianti (stagione 2), interpretato da Fausto Russo Alesi.
Avvocato difensore di Rambelli nel processo che lo vede imputato per l'omicidio di Cagliostro e il Messicano. Riesce a mettere in dubbio che sia stato il suo assistito a sparare e riesce perfino a produrre una falsa perizia sull'arma, scagionando Rambelli.
- Emin Vesna (stagione 2), interpretato da Ivan Franek.
È il padre di Filip.
- Lana (stagione 2), interpretata da Anita Kravos.
È la madre di Filip.
- Andrea Donda (stagione 3), interpretato da Eugenio Krilov.
È il fratellastro di Stella, hanno la stessa madre ma due padri diversi.
- Cristina Barbieri (stagione 3), interpretata da Katia Greco.
Ispettore che lavora nella squadra di Diego, con il quale va abbastanza d'accordo. Sua madre lavorava in politica.
- Gabriele Braida (stagione 3), interpretato da Nicola Pannelli.
Rettore e insegnante del centro studi sloveno dove viene studiato il mondo del paranormale, da cui è ossessionato da quando la figlia morì in un incidente. Ciò che più desidera è studiare la porta rossa.
- Piero (stagione 3), interpretato da Mauro Cardinali.
È il marito di Beatrice, lui e Anna sono buoni amici. Marito affettuoso e amorevole, lavora nel consiglio municipale di Trieste finendo invischiato nella rete della criminalità a causa dei suoi rapporti poco chiari con Muric.
- Luka Levani (stagione 3), interpretato da Paolo Mazzarelli.
Amico di vecchia data di Eleonora, lavora come custode al centro studi. Lui e Anna intraprendono una relazione. Ha un passato oscuro che lo tormenta.
- Ludovico Muric (stagione 3), interpretato da Roberto Zibetti.
Imprenditore molto influente e rispettato a Trieste, ma in realtà è un uomo disonesto, ha legami con la 'ndrangheta.
- Ksenja Muric (stagione 3), interpretata da Giulia Sangiorgi.
È la figlia di Ludovico, studia pure lei al centro studi sloveno e diventa la migliore amica di Vanessa. Anche Ksenja è una sensitiva tuttavia è solo capace di percepisce i fantasmi ma non può interagire con loro. Succube della sua famiglia, che non la comprende e la considera una pazza.

## Produzione
Le riprese della prima stagione sono cominciate il 29 febbraio 2016 e si sono svolte principalmente a Trieste, luogo degli avvenimenti della serie. Pensata inizialmente con il titolo La verità di Anna, la serie doveva essere trasmessa su Rai 1, ma si è optato per la trasmissione su Rai 2, rete più improntata alla sperimentazione seriale, visti i temi paranormali e mistici affrontati nella serie. Tale scelta ha comunque premiato la serie, che ha raggiunto ogni settimana più di 3,3 milioni di telespettatori con punte di 14% di share, facendo diventare Rai 2 la prima rete nazionale per ascolti ottenuti durante le serate in cui venivano trasmessi gli episodi.
A seguito del successo ottenuto, la direttrice di Rai Fiction, Eleonora Andreatta, ha annunciato la seconda stagione della serie, le cui riprese sono iniziate il 28 maggio 2018 e terminate il 20 ottobre seguente; la messa in onda è iniziata mercoledì 13 febbraio 2019. Per quanto riguarda una terza stagione, la Film Commission del Friuli Venezia Giulia aveva già annunciato a gennaio 2019 che le riprese avrebbero avuto luogo nel 2020 sempre a Trieste. Le riprese sono iniziate in ritardo il 30 agosto 2021 e sono durate 12 settimane, fino al 7 dicembre; la messa in onda inizia l'11 gennaio 2023. La terza stagione è anche quella conclusiva della serie.

## Colonna sonora
La colonna sonora è stata composta da Stefano Lentini ed eseguita dall'Orchestra sinfonica nazionale della Rai. La canzone dei titoli di testa e dei titoli di coda, It's Not Impossible, è scritta da Lentini e Charlie Winston e cantata da quest'ultimo. Nella colonna sonora è presente un arrangiamento originale per coro, orchestra, percussioni e sintetizzatore del secondo movimento della settima sinfonia di Ludwig van Beethoven curato da Lentini ed eseguito dal gruppo The City of Rome Contemporary Music Ensemble con l'Orchestra sinfonica nazionale della Rai. La colonna sonora è stata realizzata a Roma, Torino e Londra e mixata da Geoff Foster presso gli AIR Studios.
L'album della colonna sonora è stato pubblicato in formato digitale l'11 marzo 2017 e contiene 13 tracce. La versione deluxe, uscita lo stesso giorno, ne contiene 21 per una durata totale di 74 minuti. La colonna sonora ha ricevuto due candidature come "Miglior colonna sonora per film" e "Miglior canzone per film" al Festival Internazionale Fimucitè 2017.
La colonna sonora della seconda stagione è stata pubblicata in formato digitale il 13 marzo 2019 in occasione della messa in onda della prima puntata su Rai 2. L'album include anche le musiche pubblicate nell'EP dal titolo Verdi Revisited che raccoglie le rivisitazioni de La traviata di Giuseppe Verdi create da Stefano Lentini per la serie.
Entrambi i CD della colonna sonora delle due stagioni sono compresi nei due box di DVD contenenti gli episodi della fiction.
L'album della colonna sonora della terza stagione è uscito l'11 gennaio 2023, è composto da 14 brani e include la nuova versione di It's Not Impossible cantata da Charlie Winston e la versione rimasterizzata da Stefano Lentini della Sinfonia n. 7, Mov. 2 di Ludwig van Beethoven.